# Добронизский, Александр Валентинович
Александр Валентинович Добронизский (1841, Санкт-Петербург — 1918?) — русский горный инженер, тайный советник.

## Биография
Сын полковника Корпуса горных инженеров Валентина Платоновича Добронизского и Надежды Ильиничны Волковой. Родился на 7-й линии Васильевского острова, в возрасте 6 лет с семьёй переехал в здание Горного института, где проживал по состоянию на 1909 год, будучи его старейшим обитателем.
19 июня 1859 окончил Институт корпуса горных инженеров с малой золотой медалью и был выпущен в чине поручика. После выпуска служил в лаборатории Горного департамента. В 1861 году перевёлся в Горный институт на должность репетитора (ассистента) по химии, руководил лабораторными и практическими занятиями воспитанников. В 1865 году опубликовал первый на русском языке краткий курс общей металлургии, в 1869-м выпустил  перевод руководства Перси по металлургии железа.
В 1866—1905 годах в качестве пробирера и химика заведовал пробирной частью на Санкт-Петербургском Монетном дворе, где работал над усовершенствованием изготовления сплавов серебра точно заданной пробы, очисткой иридистого золота и оборудованием новой металлоразделительной лаборатории, открытой в 1874 году. По чертежам Добронизского в плющельной палате были построены ротативные отражательные печи.
В 1875 году издал в Санкт-Петербурге «Изложение приёмов и операций, встречающихся при выделке монеты»; в 1873—1895 годах работал главным редактором «Горного журнала».
Неоднократно командировался для устройства горнозаводской экспозиции России на всемирных и всероссийских выставках. В мае-ноябре 1876 участвовал во всемирной выставке в Филадельфии, где оставался до декабря, наблюдая за погрузкой и отправкой экспонатов обратно в Россию. Воспользовался пребыванием в Соединённых Штатах для ознакомления с работой монетных дворов и металлургических предприятий.
В феврале 1878 командировался на всемирную выставку в Париж, где организовал отдел русской горно-заводской и химической промышленности. В 1882 году был назначен экспертом по горнозаводскому отделу всероссийской художественно-промышленной выставки в Москве. Был избран делопроизводителем экспертной комиссии и по окончании работы выставки составил описание горнозаводского отдела, напечатанное в 1882—1883 годах в «Горном журнале» и в 1883 году выпущенное отдельным изданием (394 стр.)
В 1885 году был помощником генерального комиссара русского отдела на всемирной выставке в Антверпене, кроме этого был избран председателем экспертной комиссии по горнозаводской группе. Действительный статский советник (6.06.1886). В 1888 году был заместителем генерального комиссара русского отдела на северной выставке в Копенгагене.
В 1889 году ездил туристом на Парижскую всемирную выставку, в основном ради посещения проходившего во французской столице съезда горных инженеров. Вместе с ещё несколькими русскими специалистами присутствовал на открытии этого форума и был избран французами в число товарищей его председателя.
В 1890 году стал членом Горного учёного комитета, где его рассмотрению были поручены текущие дела и прошения о привилегиях, поступавшие из Департамента торговли и мануфактур.
В 1892 году на правах генерального комиссара был командирован в Чикаго на переговоры с местной администрацией, готовившейся к открытию в 1893-м Колумбовой выставки, и для выбора места под русскую экспозицию.
В 1894 году был генеральным комиссаром на всемирной выставке в Антверпене. «Став горным инженером в Льеже и получив боевое крещение на первой Антверпенской выставке, Александр Валентинович отлично знал, как обходиться с бельгийцами. В антверпенской прессе его называли не иначе как "в высшей степени симпатичным" и "совершенным джентльменом" и даже "одним из самых учёных химиков в Европе», человеком, который "сумел придать своему отделу столь оригинальный характер».
В 1895 году назначен помощником генерального комиссара всероссийской промышленно-художественной выставки в Нижнем Новгороде, где провёл 18 месяцев. По соглашению министра земледелия и государственных имуществ с министром финансов был назначен экспертом по предметам горнозаводской группы, а эксперты выбрали его председателем этой группы. Тайный советник (13.04.1897).
С 10 декабря 1905 состоял членом Горного совета, в том же году оставил службу на Монетном дворе, где одно время был помощником начальника. В начале 1906 года был назначен Горным учёным комитетом председателем особой комиссии по разработке важного для России вопроса о низшем горнотехническом образовании. Обстоятельный журнал с рекомендациями по этой теме был в 1909 году опубликован Учёным отделом Министерства торговли и промышленности, в ведение которого перешли все учебные заведения горного ведомства.
Во время командировок преподавателя технического перевода с французского языка Д. А. Сабанеева Добронизский дважды избирался Советом Горного института для исполнения его обязанностей (1897—1898, январь 1900 — январь 1901). Закончил административную карьеру в должности председателя Горного учёного комитета при Министерстве торговли и промышленности.

## Награды
- Орден Святой Анны 2-й ст. (1877)
- Орден Святого Владимира 3-й ст. (1883)
- Орден Святого Станислава 1-й ст.  (1889)
- Орден Святой Анны 1-й ст. (1895)
- Орден Святого Владимира 2-й ст. (1901)
- Орден Белого орла (1904)
- Орден Святого Александра Невского (9.06.1909)

Медали и знаки:
- Медаль «В память царствования императора Александра III» (1896)
- Высочайшая благодарность (1897)
- Высочайшая благодарность императрицы Марии Фёдоровны (1901)
- Знак за XL лет беспорочной службы
- Медаль «В память 300-летия царствования дома Романовых» (1913)

Иностранные:
- Кавалер ордена Почётного легиона (1878)
- Командорский крест 1-го класса ордена Данеброг (1888)
- Большой офицерский крест ордена Леопольда I (1895)
- Большой крест ордена Франца Иосифа (1905)
- Большой крест ордена Святых Маврикия и Лазаря (1912)